# Lethal Weapon (computerspel)
Lethal Weapon (Frans: L'Arme Fatale) is een computerspel dat werd ontwikkeld en uitgegeven door Ocean Software. Het spel is gebaseerd op de gelijknamige filmreeks. Het spel is een sidescrolling platformspel. De speler kan kiezen tussen de een van de politieagenten (Mel Gibson of Danny Glover) en moet vechten tegen de criminelen van de stad. Bij het vechten kunnen de vuisten, pistolen en granaten gebruikt worden. Door veel spelers wordt het spel als extreem moeilijk ervaren. Het spel voor de SNES bevat een andere speelstijl en levels.

## Platforms
| Jaar | Platform                                 |
| ---- | ---------------------------------------- |
| 1992 | Amiga, Atari ST, Commodore 64, DOS, SNES |
| 1993 | Game Boy, NES                            |

## Ontvangst
| Beoordeeld door                | Platform     | Datum         | Score |
| ------------------------------ | ------------ | ------------- | ----- |
| ST Action                      | Atari ST     | februari 1993 | 86%   |
| ASM (Aktueller Software Markt) | Amiga        | februari 1993 | 75%   |
| ASM (Aktueller Software Markt) | Atari ST     | februari 1993 | 67%   |
| The One Amiga                  | Amiga        | april 1994    | 64%   |
| ST Format                      | Atari ST     | februari 1993 | 62%   |
| 64'er                          | Commodore 64 | februari 1993 | 50%   |
| Power Play                     | Amiga        | februari 1993 | 44%   |
| Commodore Force                | Commodore 64 | januari 1994  | 43%   |
| PC Player (Duitsland)          | DOS          | april 1993    | 40%   |
| PC Games (Duitsland)           | DOS          | april 1993    | 21%   |